# 2024년 북인도양 사이클론
다음은 2024년에 발생하는 사이클론들의 목록이다.

## 활동한 사이클론

### 벵골 만 (BOB)

#### 제1호 사이클론 레말
2024년 제1호 태풍 벵골만 사이클론 레말(REMAL)는 5월 25일 21시에 중심기압 993hPa, 최대풍속 18m/s의 사이클론으로 방글라데시 다카 남쪽 약 705km 부근 해상에서 발생하였다. 발생 이후 동남동~북동북진하면서 발달하였고, 5월 27일 3시에 방글라데시 다카 북동쪽 약 320km 부근 해상에서 중심기압 978hPa, 최대풍속 31m/s의 '강한' 사이클론으로 최성기를 맞이하였다. 최성기 이후 계속 북진하면서 건조 공기 유입으로 인해 천천히 약화가 진행되었으며 5월 27일 9시에 인도 웨스트 벵골에 상륙하였다. 이후 육상마찰로 급약화되어 5월 28일 15시에 방글라데시 다카 남서쪽 약 180km 부근 육상에서 중심기압 990hPa의 열대저기압으로 약화되었다고 발표하였다.

## 사이클론 이름
- 1호 루말

## 같이 보기
- 2024년 북대서양 허리케인
- 2024년 동태평양 허리케인
- 2024년 태풍
- 2023~2024년 남서인도양 사이클론
- 2024년 북인도양 저기압